# Лакси (посёлок)

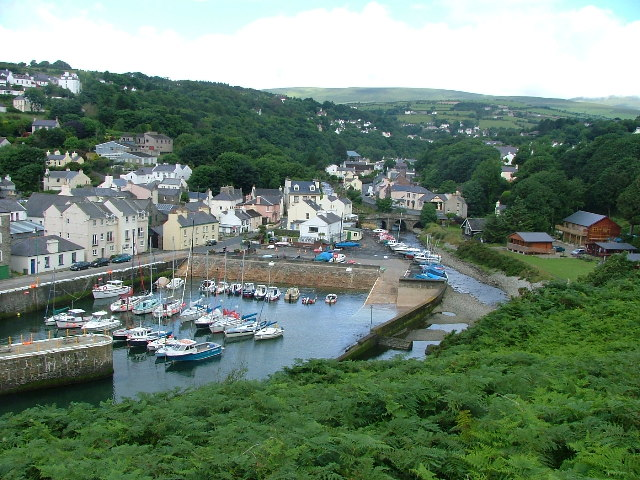
Вид на порт и старую часть посёлка

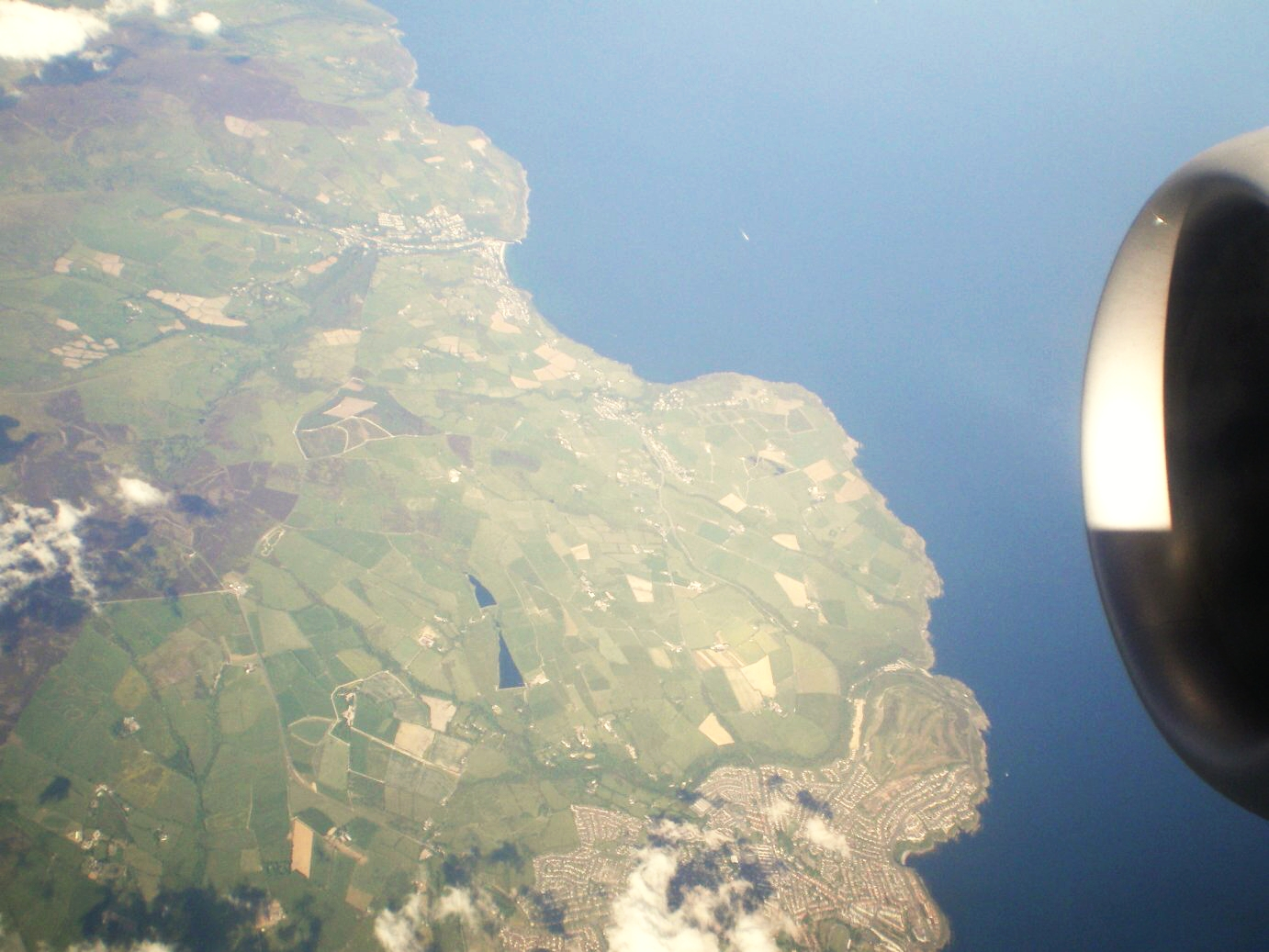
Oстров Мэн — Лакси

Лакси (англ. Laxey, мэн. Laksaa) — населённый пункт на острове Мэн. Фактически является городком, но городского статуса не имеет, официальный статус Лакси — посёлок (village). Население — 1725 жителей (по переписи 2001 года). Посёлок расположен на восточном берегу острова.

## История
Название происходит от древненорвежского слова laxa, которое означает «лососёвая река». В XIX веке Лакси был центром добычи свинца и цинка. Расположенные здесь шахты даже были одними из самых глубоких в мире. Сейчас шахты закрыты, а о прошлом напоминает огромное водоподъёмное колесо, которое использовалось для удаления из шахт грунтовых вод.
Развитие горной промышленности способствовало росту и развитию посёлка. Для транспортировки добытого здесь был построен порт. Тогда же, в середине XIX века, в связи с ростом населения, в Лакси впервые была построена собственная церковь.
Также важное значение в прошлом имело рыболовство.

## Достопримечательности

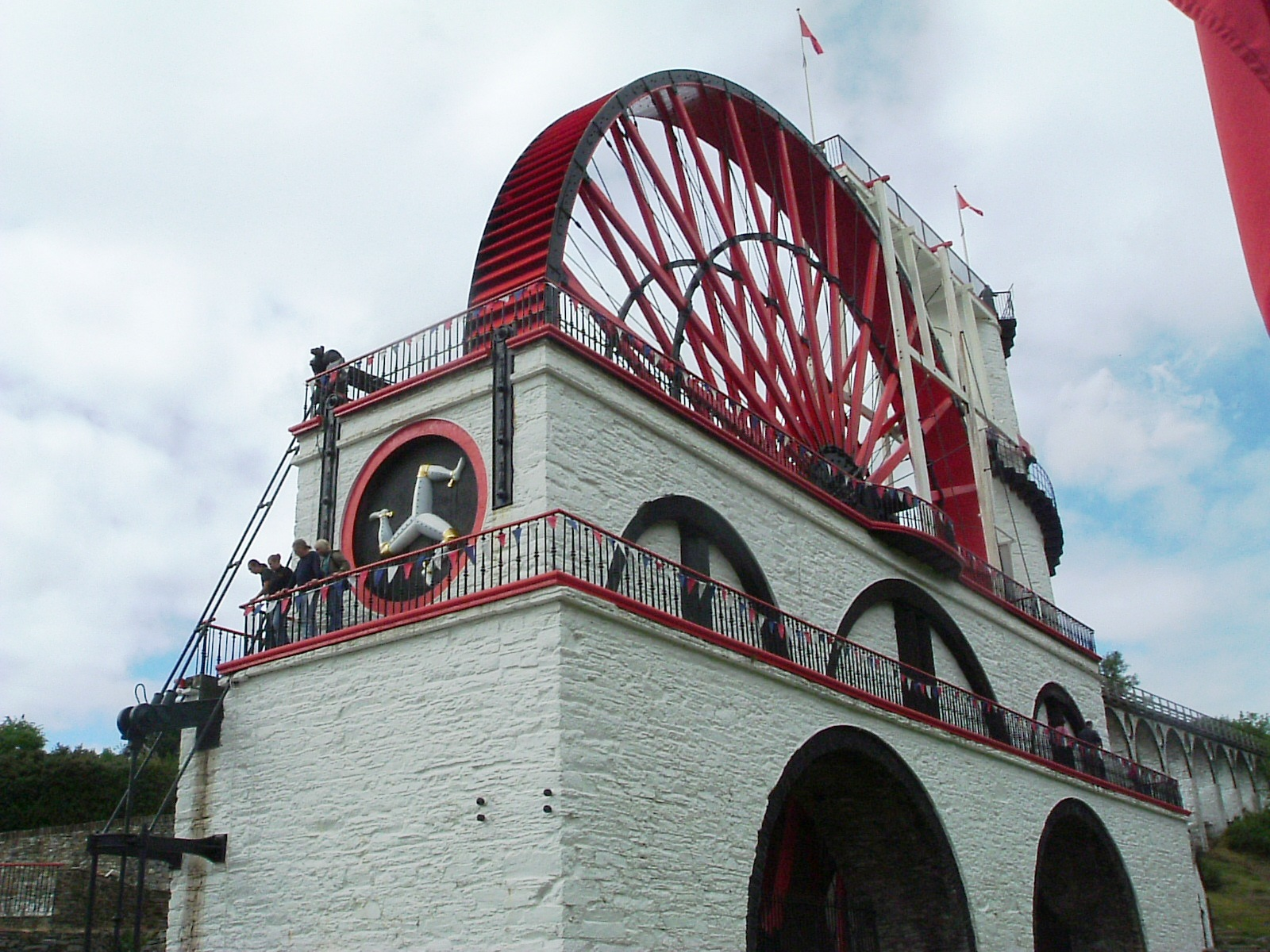
Водоподъёмное колесо Лакси

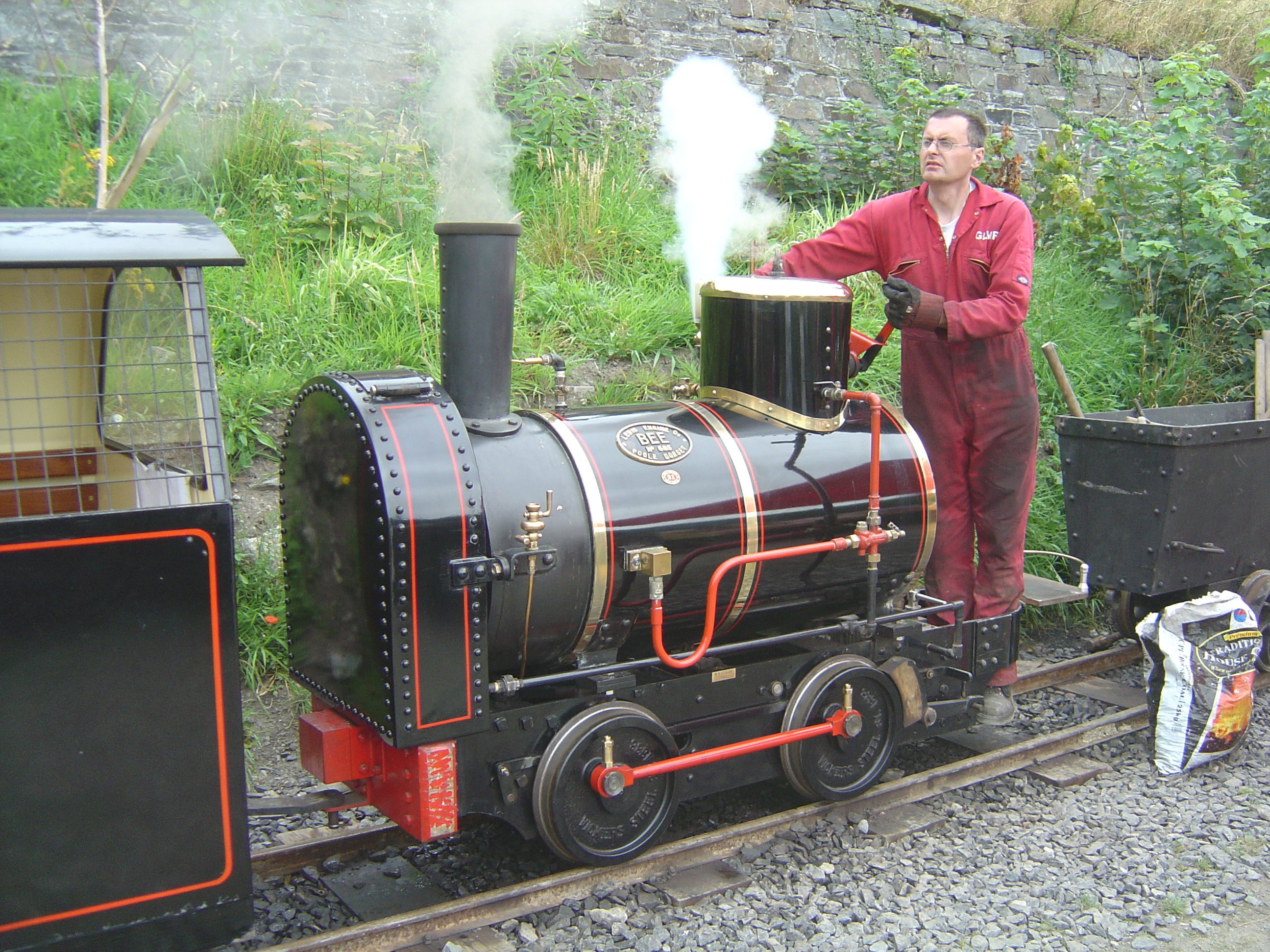
Паровозик музейной железной дороги Great Laxey Mine Railway

Сейчас Лакси является популярным объектом туризма. Здесь расположено несколько садов. Посёлок отличается живописным расположением на склонах долины.
В посёлке есть одна церковь (англиканская). Она была выстроена в середине XIX века по проекту местного архитектора Эвана Кристиана. Необходимость строительства церкви была вызвана последовавшим за развитием добычи полезных ископаемых ростом населения посёлка, в то время как ближайшая церковь находилась в трёх милях.
Церковь Лакси была освящена 27 мая 1856 года. Она выстроена в «староанглийском» стиле из камня.
Главная достопримечательность посёлка — водоподъёмное колесо, построенное в 1854 году. Диаметр колеса составляет 22 метра. Иногда утверждается, что оно является самым большим водоподъёмным колесом в мире. Оно известно под прозвищем Lady Isabella. Рядом с колесом расположены заброшенные шахты, частично переоборудованные в музей. Тут же есть короткая (четверть мили) узкоколейная (ширина колеи — 914 мм) промышленная железная дорога  (Great Laxey Mine Railway), которая сейчас восстановлена и используется для катания туристов. На дороге используются два паровоза.
Есть в Лакси и ещё одно водоподъёмное колесо, размерами уступающее первому. Оно известно как Snaefell Mine Waterwheel.
Рядом с Лакси находится гора Снейфелл — высшая точка острова. Из посёлка на вершину горы ведёт Снейфеллская горная железная дорога.

## Транспорт
Через Лакси проходит линия междугородного трамвая между Дугласом и Рамси. Станция в Лакси является пересадочной на Снейфеллскую горную железную дорогу.
В Лакси есть небольшой порт, использующийся прибрежными рыболовными судами, а также яхтами.
Через центр Лакси проходит Рамси-кост-род (дорога A2) — автодорога соединяющая Дуглас на востоке острова и Рамси на севере.